# Jerzy Zimowski

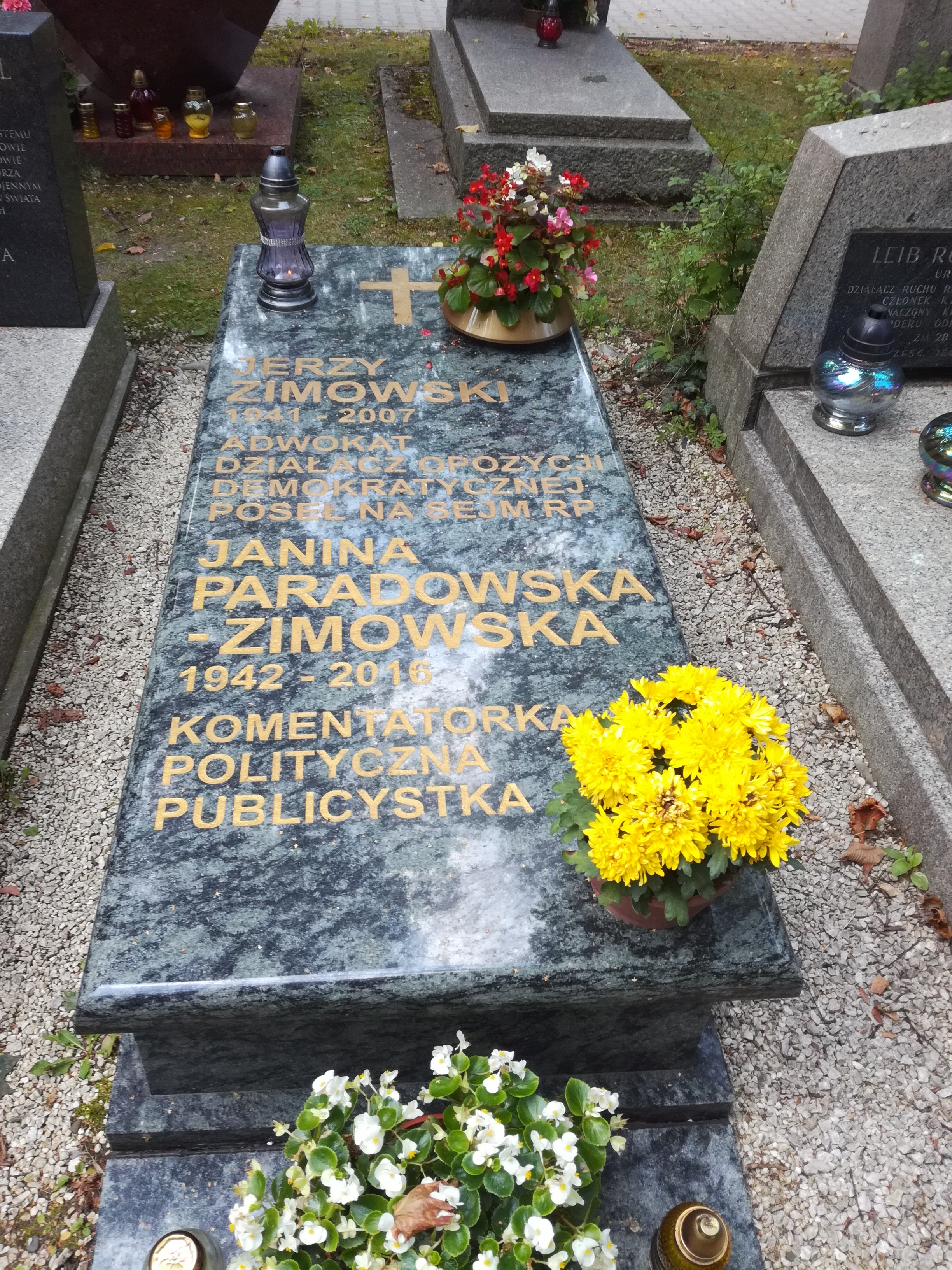
Grób Janiny Paradowskiej i Jerzego Zimowskiego

Jerzy Marian Zimowski (ur. 8 sierpnia 1941 w Krakowie, zm. 15 sierpnia 2007 w Odessie) – polski polityk, adwokat, urzędnik państwowy, poseł na Sejm X kadencji. Był mężem Janiny Paradowskiej.

## Życiorys
Ukończył w 1964 studia na Wydziale Prawa Uniwersytetu Jagiellońskiego, następnie do 1972 był prokuratorem Prokuratury Rejonowej w Szczecinie. W latach 1972–1980 pracował jako radca prawny. Od 1963 do 1980 należał do Polskiej Zjednoczonej Partii Robotniczej. W 1980 wstąpił do „Solidarności”, był dyrektorem biura prawnego regionu związku. W stanie wojennym został internowany na okres od 13 grudnia 1981 do 23 grudnia 1982. Po zwolnieniu ponownie podjął praktykę radcowską, jednocześnie działał w podziemnych strukturach NSZZ „S”, współpracował z pismami niezależnymi „Obraz” i „Grot”. W 1989 został sekretarzem Komitetu Obywatelskiego, z którego ramienia w tym samym roku uzyskał mandat posła X kadencji w okręgu szczecińskim. W latach 1990–1996 zajmował stanowisko podsekretarza stanu w Ministerstwie Spraw Wewnętrznych. Od 1997 prowadził własną kancelarię adwokacką w Warszawie, od 1998 zasiadał w zarządzie fundacji Instytut Spraw Publicznych.
Od założenia należał do Unii Demokratycznej, następnie do Unii Wolności i Partii Demokratycznej – demokraci.pl, był członkiem rady politycznej tej partii.
Zmarł nagle podczas kąpieli w Morzu Czarnym. Został pochowany w alei zasłużonych na cmentarzu Rakowickim w Krakowie (kwatera LXVII/płn., 2/8a).
Patron Nagrody im. Janiny Paradowskiej i Jerzego Zimowskiego.

## Odznaczenia
- Krzyż Komandorski Orderu Odrodzenia Polski – 2011, pośmiertnie[2]
- Krzyż Wolności i Solidarności – 2015, pośmiertnie[3]
- Odznaka Honorowa imienia gen. Stefana Roweckiego „Grota” – 2011, pośmiertnie